# Fulgêncio Circuncisão Lopes Tavares
Fulgêncio C. Lopes Tavares (⁣Lém Pereira, ⁣Santiago, Cabo Verde[1], 1 de janeiro[2] de 1933[3] — Lém Pereira, 14 de janeiro de 2004) foi um músico, agricultor, dramaturgo e educador de Cabo Verde.

## Biografia
Filho de Henrique Lopes Tavares (cabo-verdiano[4]), maestro da banda municipal da cidade da Praia[5], e de Vicência Tavares Correia[6] (costureira, professora, músico, Guineense, natural de Bolama, Guiné Portuguesa, actual Guiné-Bissau, nasceu no sítio de Lém Pereira, freguêsia de São Nicolau Tolentino[7], ilha de Santiago, Cabo Verde, onde sua mãe morava com a sua madrinha Josefa da Purificação Coelho Mendonça. Neto paterno de Valentim Lopes Tavares e de Ermelinda Franco Furtado Tavares. Neto materno de Joaquim António Tavares e de Mariana Soares Fernandes. Bisneto Paterno de Henrique Lopes Tavares e de Francisca Tavares Correia. Bisneto Paterno de Jacinto Tavares e de Maria Furtado. Bisneto materno de Luís António Tavares e de Clara Rocha. Bisneto materno de João Fernandes e de Amália Soares. Trineto paterno de Domingos Lopes da Veiga e de Helena de Almeida, Valentim Tavares Correia e de Paula Vaz Rodrigues Gomes. Trineto materno de Valentim Tavares Correia e de Francisca Pinto de Almeida. Tetraneto Paterno de Luzia Lopes, tetraneto paterno de João Tavares de Andrade.
Na infância, frequentou a escola primária e o liceu nos anos 50 na cidade da Praia. Na década de 60, começou a trabalhar como professor da escola primária.

## Carreira artística
Conhecido artisticamente como Nho Ano Nobo, destacou-se como compositor de mais de 400 composições musicais, entre mornas, coladeiras, funanás, mazurcas, sambas, merengues, hinos litúrgicos. Algumas das suas composições musicais são muito famosas.

## Categoria
Músicos de Cabo Verde Compositores de Cabo Verde 
Naturais da Ilha de Santiago
· Política de privacidade
· Sobre a Wikipédia
· Avisos gerais